# جمال الدين الشيال
الأستاذ الدكتور جمال الدين الشيال ( 27 يونيو عام 1911- 2 نوفمبر عام 1967) مؤرخ مصري وأستاذ التاريخ الإسلامى ولد بدمياط في 27 يونيو سنة 1911م. حصل على الدكتوراه في التاريخ من كلية الآداب, جامعة الأسكندرية سنة 1947م. عمل ملحقا ثقافيا بسفارة مصر بالمغرب .

## حياته
ولد الدكتور جمال الدين الشيال في 27 يونيو عام 1911، في مدينة دمياط. في عام 1932 التحق الدكتور الشيال بجامعة القاهرة حيث حصل على ليسانس التاريخ من كلية الآداب عام 1936، عقب تخرجه التحق بمعهد التربية العالي بالقاهرة وحصل منه على دبلوم التربية وعلم النفس عام 1938، بدءًا من هذا العام سافر الدكتور الشيال إلى العريش حيث عمل مدرسًا بمدرستها، ثم انتقل إلى القاهرة فعمل مدرسًا بمدرسة عباس الابتدائية خلال العام الدراسي 1940/ 1941، ثم ترقى وأصبح مدرسًا بالمرحلة الثانوية فقام بالتدريس بمدرسة قنا الثانوية عام 1941، وفي عام 1943 انتقل إلى القاهرة مدرسًا بمدرسة الحلمية الثانوية.
كان الدكتور جمال الدين الشيال محبًّا للعلم فاستكمل دراسته العليا، فحصل على درجة الماجستير في التاريخ بمرتبة الشرف الأولى من جامعة الإسكندرية عام 1945، وتبعها بحصوله على الدكتوراة في التاريخ مع مرتبة الشرف من جامعة الإسكندرية عام 1948.
تدرج الدكتور جمال الدين الشيال في العديد من المناصب، فقد عين معيدًا بكلية الآداب جامعة الإسكندرية بدءًا من 13 نوفمبر عام 1943، ثم مدرسًا مساعدًا في عام 1945، فمدرسًا عام 1948، ثم أستاذًا مساعدًا عام 1952، فأستاذ كرسي التاريخ الإسلامي في يونية عام 1956، كما عين أستاذًا محاضرًا في معهد الدراسات العالية التابع لجامعة الدول العربية في عامي 1957 – 1958، وأستاذًا محاضرًا في كلية الآداب جامعة عين شمس في عامي 1958 – 1959، في عام 1960 عين مستشارًا ثقافيًّا بسفارة مصر في المغرب حتى عام 1964، وعقب عودته عين محاضرًا بجامعة عين شمس عام 1964/ 1965، ثم عميدًا لكلية الآداب بجامعة الإسكندرية في 6 ديسمبر عام 1965، في عام 1966 عين أستاذًا زائرًا في سوريا وبغداد.
حصل الدكتور جمال الدين الشيال على العديد من الجوائز والأوسمة، فقد حصل على جائزة البحوث الأدبية من مجمع اللغة العربية بالقاهرة عام 1946، وجائزة الدولة التشجيعية في التاريخ عام 1958، ووسام العلوم من الدرجة الأولى عام 1958.
كان الدكتور جمال الدين الشيال عضوًا في الكثير من الجمعيات واللجان العلمية، فقد كان عضوًا في الجمعية المصرية للدراسات التاريخية، وجمعية الأدباء بالقاهرة، ولجنة التاريخ بالمجلس الأعلى لرعاية الفنون والآداب والعلوم الاجتماعية، ولجنة جوائز الدولة التقديرية والتشجيعية، واللجنة الدائمة لترقية الأساتذة وفحص الإنتاج العلمي (التاريخ)، وخبيرًا بلجنة اليونسكو في تاريخ أفريقيا.

## وفاته
توفي الدكتور جمال الدين الشيال في 2 نوفمبر عام 1967 في مدينة الإسكندرية بعد حياة علمية حافلة في التأليف والترجمة.

## من مؤلفاته
- تاريخ دمياط
- قصة الكفاح بين العرب والاستعمار (بالاشتراك مع محمد سعيد العريان)
- رفاعة الطهطاوي
- تاريخ مصر الإسلامية، دار المعارف، القاهرة 1966
- المجمل في تاريخ دمياط
- مدينة الأسكندرية وطبوغرافيتها على مر العصور
- تاريخ الأسكندرية في العصر الإسلامي
- أعلام الأسكندرية في العصر الإسلامي
- حركة الترجمة والتأليف في عصر الحملة الفرنسية
- حركة الترحمة والتأليف في عصر محمد علي
- التاريخ والمؤرخون في مصر في القرن التاسع عشر
- تاريخ الدولة العباسية
- تاريخ مصر الإسلامية ( جزآن)
- تاريخ دولة أباطرة المغول الإسلاميَّة في الهند
- دراسات في التاريخ الإسلامي
- التاريخ الإسلامي وأثره في الفكر التاريخي الأوروبي في عصر النهضة
- الحركات الإصلاحية ومراكز الثقافة في الشرق الإسلامي الحديث (جزآن)
- مجموعة الوثائق الفاطمية
- مصر والشام ( رواية تاريخية)

كما حقق الدكتور الشيال عدداً من أهم النصوص التاريخية من الكتب التراثية ومن بينها:
- مفرج الكروب في أخبار بني أيوب لجمال الدين بن واصل ( الأجزاء الثلاث الأولى)
- اتعاظ الحنفا بذكر الأئمة الفاطميين الخلفا للمقريزي ( الجزء الأول)
- النوادر السلطانية والمحاسن اليوسفية لبهاء الدين بن شداد
- النجوم الزاهرة في ملوك مصر والقاهرة ربن تغري بردي (الجزء السادس عشر)
- أنيس الجليس في أخبار تنيس لابن بسام التنيسي
- حلية الزمن بمناقب خادم الوطن للسيد صالح مجدي
- إغاثة الأمة بكشف الغمة للمقريزي ( بالاشتراك مع د. محمد مصطفى زيادة)
- الذهب المسبوك في ذكر من حج من الأمراء والملوك للمقريزي
- نحل عبر النحل للمقريزي